# Fientje Moerman
Joséphine Rebecca Marie Julienne Bertha (Fientje) Moerman (Gand, 19 ottobre 1958) è una politica belga, membro dei Liberali e Democratici Fiamminghi Aperti e deputata del Parlamento fiammingo. È stata ministro dell'economia del governo Verhofstadt II dal 2003 al 2004, poi ministro fiammingo dell'economia dal 2004 al 2007.

## Biografia
Dopo aver studiato presso l'Università di Gand e ad Harvard, Moerman ha ottenuto una laurea in legge nel 1981 e un Master of Laws nel 1982. Innanzitutto è stata avvocato a New York e Bruxelles (1982-1984), è poi diventata redatrice del Dipartimento di economia e finanza del quotidiano fiammingo De Standaard (1984-1985). Nella metà degli anni 1980, è portavoce del gruppo liberale al Parlamento europeo e consigliere dell'ex Presidente francese Valery Giscard d'Estaing (1989-1991). È quindi Senior Advisor del gruppo europeo liberale, specializzata in riforme istituzionali e relazioni con Israele e gli Stati del Golfo (1991-1995). Dal 1989 al 1999 è anche membro del consiglio comunale di Gand e assessore all'istruzione dal 1995 al 1999. Nel 1999, è stata eletta alla Camera dei rappresentanti.
Nel 2003 Fientje Moerman è stata nominata Ministro dell'economia, dell'energia, del commercio estero e della politica scientifica del governo Verhofstadt II. Nel luglio 2004, si è dimessa in seguito alle elezioni regionali per entrare a far parte del governo fiammingo di Yves Leterme presso il Ministero dell'economia, delle imprese, dell'innovazione, della ricerca e del commercio estero. È anche vice-ministro presidente. Si è dimessa da questi incarichi il 10 ottobre 2007, a seguito di un rapporto del difensore civico fiammingo che implicava la gestione della sua azienda. È sostituita da Patricia Ceysens, che l'ha preceduta in questa carica.
Moerman è diventata amministratrice di Sea Invest Group nel gennaio 2008, ed è membro del Parlamento fiammingo dal 13 febbraio 2008, a seguito delle dimissioni di Marc Cordeel.

## Vita privata
Si identifica come atea.